# Улрих I фон Шаунберг
Улрих I фон Шаунберг (на немски: Ulrich I von Schaunberg; † 6 март 1373 в замък Шаунберг в Харткирхен) е граф на Шаумбург/Шаунбург/Шаунберг в Горна Австрия. Резиденцията е замък Шаунбург/Шаунберг в Харткирхен.

## Биография
Той е най-големият син на граф Хайнрих V фон Шаунберг († 1351/1357) и първата му съпруга Анна фон Труендинген († сл. 1329), дъщеря на граф Улрих фон Труендинген 'Млади' († 1310/1311) и Имагина фон Изенбург-Лимбург († 1336/1337). Баща му се жени втори път пр. 24 януари 1338 г. за Елизабет фон Оксенщайн († сл. 1338).
Брат е на Хайнрих VII († 1390) и полубрат на Рудолф († сл. 1390), архдякон в Щрасбург, ректор на университета на Виена.

## Фамилия
Улрих I фон Шаунберг е сгоден на 9 февруари 1353, женен 1360, пр. 5 април 1364 г. за бургграфиня Елизабет фон Нюрнберг († ок. 1383), дъщеря на бургграф Йохан II фон Нюрнберг († 1357) и Елизабет фон Хенеберг († 1377/1391). Те имат един син:
- Хайнрих VII (VIII) граф фон Шаунберг († 1396)